# Joseph Chalier
Marie Joseph Chalier (1747, Beaulard, poblíž Susa v Piemontu - 17. července 1793, Lyon) byl francouzský právník a politik-jakobín za Francouzské revoluce.

## Život
Chalier pocházel z rodiny právníků a nejprve se přidal k dominikánům jako novic, poté se stal soukromým učitelem a nakonec partnerem v právnické firmě a cestoval po Středomoří jako cestující prodejce hedvábí z Lyonu. V roce 1789 byl nadšeným zastáncem revoluce, zúčastnil 14. července útoku na Bastilu, seznámil se s Jean-Paulem Maratem, Maximilienem Robespierrem a Camillem Desmoulinsem a na počátku roku 1790 se stal známým svými prorevolučními články v novinách.
Ve stejném roce se vrátil do Lyonu, který byl od roku 1786 ohniskem sociálních nepokojů. Hrál vedoucí roli v městských revolučních klubech a stal se zástupcem městské rady v Komisi pro obchod a průmysl, poté soudcem u obchodního soudu.
V prosinci 1791 byl Chalier suspendován za údajné překročení pravomocí při domovních prohlídkách. Před komorou departementu Rhône-et-Loire byl však obvinění zproštěn. V čele levicově-revolučního hnutí (jeho následovníci si říkali „Chaliers) vznesl sociální požadavky jako minimální mzdu pro tkalce hedvábí, zrušení soukromého obchodu s obilím nebo znárodnění mlýnů. Zatímco mnoho z jeho příznivců bylo zvoleno v místních volbách v listopadu, sám Chalier byl poražen girondisty, kteří reprezentovali majetnou buržoazii. Chalier se stal předsedou místního soudu. Jeho bojovné projevy ve stylu Marata daly jasně najevo, že chce zavést sankulotský revoluční tribunál i v Lyonu.
Poté, co se girondistický starosta Nivière-Chol dozvěděl o tajném spiknutí „Chaliers“, rozpustil místní radu a zaznamenal v následujících volbách dne 18. února 1793 s 80 procenty hlasů drtivé vítězství.
Chalier se stal široce neoblíbeným kvůli plánům na zvýšení daní a své neschopnosti zlepšit sociální podmínky. Přesto se nadále pokoušel prosadit vlastního kandidáta, zřídit revoluční tribunál a zřídit revoluční armádu a umístit ji v Lyonu. To nakonec znamenalo pro umírněné girondisty příliš: dne 29. května 1793 pochodovali k radnici, zatkli Chaliera a jeho přívržence a svolali prozatímní městské zastupitelstvo. Chalier byl odsouzen k smrti a 17. července gilotinován na Place des Terreaux. Nezkušený kat to zkusil třikrát s gilotinou, ale popravu musel dokončit nožem. V Paříži byl Chalier spolu s Maratem a Lepeletierem de Saint-Fargeau prohlášen za „mučedníka republiky“ a bylo rozhodnuto o tažení na Lyon.